# 1001 (số)
1001 (một nghìn không trăm linh một hay một ngàn không trăm linh một) là một số tự nhiên ngay sau 1000 và ngay trước 1002.

## Trong toán học
- Đặc biệt, abc x 1001 = abcabc.